# Badische VIII (alt)
| VIII Vc (ab 1868)      | VIII Vc (ab 1868)                                   | VIII Vc (ab 1868)                                          |                                |
| ---------------------- | --------------------------------------------------- | ---------------------------------------------------------- | ------------------------------ |
|                        | ERWIN bis LANDOLIN                                  | LOERRACH                                                   |                                |
| Anzahl                 | 7                                                   | 1                                                          |                                |
| Hersteller             | Kessler                                             | Hartmann & Lindt                                           |                                |
| Baujahr                | 1847                                                | 1846                                                       |                                |
| Ausmusterung           | 1877/1883                                           | 1867/1868                                                  |                                |
| Achsformel             | 1A1 n2 1B n2 (nach 1. Umbau) 1B n2t (nach 2. Umbau) | 1B n2                                                      |                                |
| Spurweite              | 1.600 mm 1.435 mm (nach Umbau)                      | 1.600 mm 1.435 mm (nach Umbau)                             | 1.600 mm 1.435 mm (nach Umbau) |
| Länge über Puffer      | 12.940 mm                                           | 12.795 mm                                                  |                                |
| Höhe                   | 4.700 mm 4.500 mm (nach Umbau)                      | 4.350 mm                                                   |                                |
| Gesamtradstand         | 3.330 mm 3.399 mm (nach Umbau)                      | 3.255 mm                                                   |                                |
| Leermasse              | 18,90 t 20,55 t (nach Umbau)                        | 18,90 t 20,50 t (nach Umbau)                               |                                |
| Dienstmasse            | 21,10 t 22,65 t (nach Umbau)                        | 21,10 t 22,50 t (nach Umbau)                               |                                |
| Reibungsmasse          | 10,50 t                                             | 10,50 t                                                    |                                |
| Radsatzfahrmasse       | 10,50 t                                             | 10,50 t                                                    |                                |
| Kuppelraddurchmesser   | 1.830 mm 1.524 mm (nach Umbau)                      | 1.676 mm 1.830 mm (nach 1. Umbau) 1.525 mm (nach 2. Umbau) |                                |
| Laufraddurchmesser     | 1.070 mm                                            | 1.068 mm 1.070 mm (nach 1. Umbau) 915 mm (nach 2. Umbau)   |                                |
| Steuerungsart          | Stephenson                                          | Stephenson                                                 | Stephenson                     |
| Zylinderanzahl         | 2                                                   | 2                                                          | 2                              |
| Zylinderdurchmesser    | 330 mm                                              | 356 mm 330 mm (nach Umbau)                                 |                                |
| Kolbenhub              | 610 mm                                              | 457 mm 610 mm (nach Umbau)                                 |                                |
| Kessel                 | Bauart Stephenson                                   | Bauart Sharp                                               |                                |
| Kesselüberdruck        | 7,0 bar                                             | 6,0 bar                                                    |                                |
| Anzahl der Heizrohre   | 149                                                 | 129                                                        |                                |
| Heizrohrlänge          | 3.945 mm                                            | 3.645 mm 4.074 mm (nach Umbau)                             |                                |
| Rostfläche             | 0,84 m²                                             | 0,84 m²                                                    |                                |
| Strahlungsheizfläche   | 5,42 m²                                             | 4,55 m² 4,49 m² (nach Umbau)                               |                                |
| Rohrheizfläche         | 67,40 m²                                            | 59,22 m² 66,37 m² (nach Umbau)                             |                                |
| Verdampfungsheizfläche | 72,82 m²                                            | 63,77 m² 70,86 m² (nach Umbau)                             |                                |
| Lokbremse              | Schraubenbremse am Tender                           | Schraubenbremse am Tender                                  | Schraubenbremse am Tender      |
| Tender                 | Kessler 3 T 5,4                                     | Kessler 3 T 5,4                                            | Kessler 3 T 5,4                |

Die Fahrzeuge der Baureihe VIII, ab 1868 Gattung Vc, waren Breitspur-Lokomotiven der Großherzoglich Badischen Staatseisenbahnen.
Die Loks waren die letzten mit der Achsfolge 1A1 in Baden sowie die letzten Loks für die Breitspur von 1600 mm, die vor der Umstellung des Netzes auf Normalspur 1854 beschafft wurden. Bei der Konstruktion berücksichtigte man einen zukünftigen Umbau auf Normalspur. Der Kessel war ein Nachbau der Bauart Stephenson und ruhte auf einen innenliegenden Gabelrahmen. Das Zweizylinder-Naßdampftriebwerk war außenliegend angeordnet. Die Fahrzeuge hatten einen Schlepptender der Bauart 3 T 5,40.
Bei der Abnahme der Lokomotiven stellte man fest, dass die Kesselachse 300 mm höher als das vorgegebene Maß war. Man befürchtete Sicherheitsprobleme und übernahm die Loks nur unter Vorbehalt. Beim Umbau auf Regelspur 1854 erfolgte dann die Tieferlegung des Kessels. Dabei wurden die Loks auch auf die Achsfolge 1B umgebaut. 1865 erfolgte ein erneuter Umbau zu Tenderlokomotiven. Dabei wurde auf dem Kessel ein Satteltank montiert.
Eingesetzt waren die Loks auf der Strecke Oos–Baden.
In diese Gattung wurde auch eine von Hartmann & Lindt mit dem Namen LOERRACH gelieferte Lok eingereiht. Sie unterschied sich jedoch in ihren technischen Parametern erheblich von den von Kessler gelieferten Loks. Bemerkenswert war der äußerst kurze Radstand der Kuppelräder. Die Leistung der Lok fiel sehr gering aus. Ursächlich war unter anderem der kleine Zylinderhub von 457 mm. Erst nachdem Kessler die Lok 1848 umgebaut hatte, wurde sie von der Staatsbahn übernommen. Das Fahrzeug wanderte jedoch schnell in den Bauzugdienst ab.